# Danijel Šarić

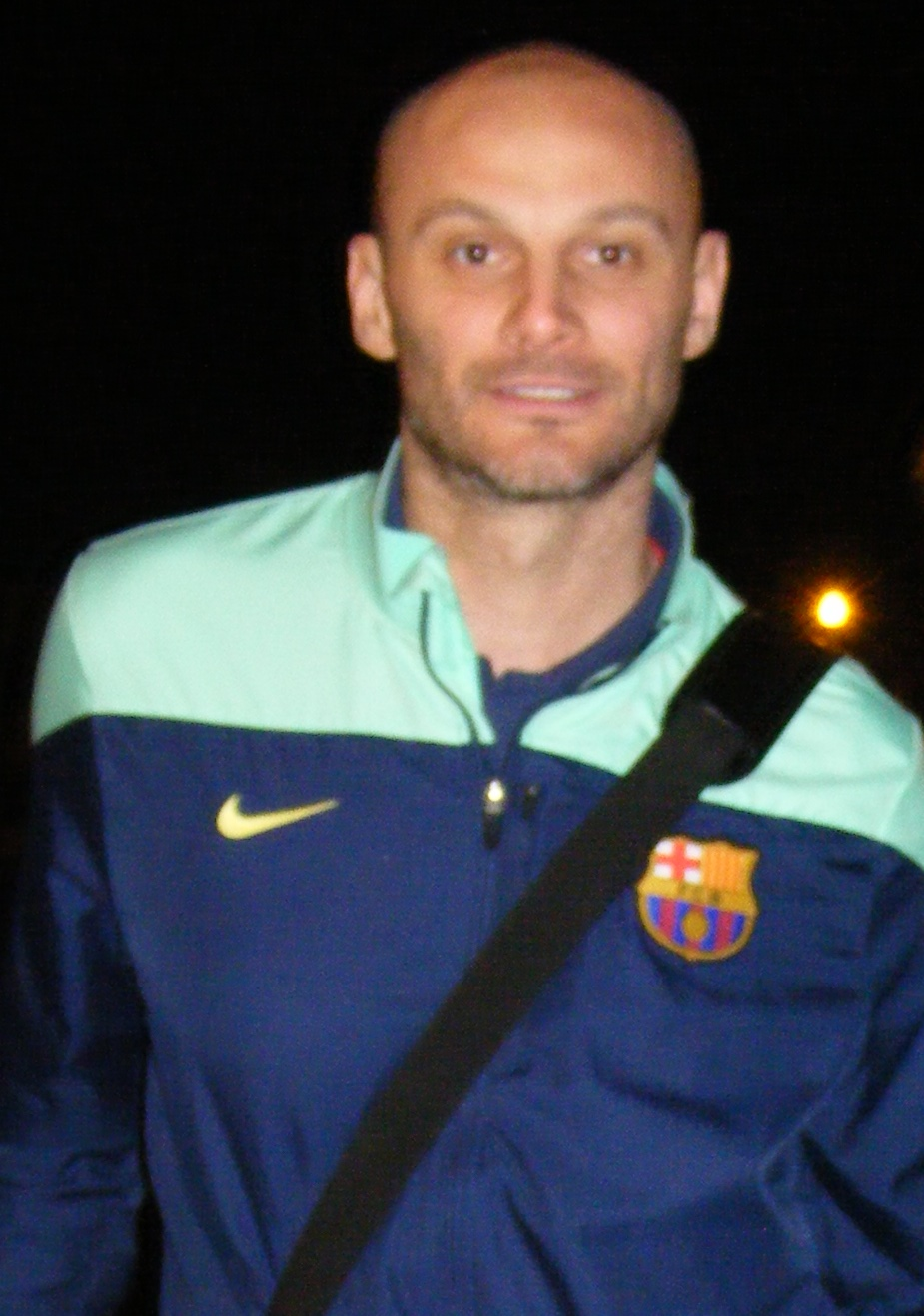
Danijel Šarić 2014.

Danijel Šarić, född 27 juni 1977 i Doboj i dåvarande SR Bosnien och Hercegovina i SFR Jugoslavien, är en bosnisk-qatarisk handbollsmålvakt.

## Klubbar
- RK Sloga Doboj (ungdomslag)
- RK Borac Banja Luka (ungdomslag)
- Röda stjärnan Belgrad (–1999)
- RK Sintelon (1999–2003)
- CB Cantabria (2003–2004)
- BM Alcobendas (2004–2006)
- CB Ademar León (2006–2008)
- SDC San Antonio (2008–2009)
- FC Barcelona (2009–2016)
- al-Qiyada (2016–2018)
- al-Duhail SC (2018–2019)
- al-Arabi SC (2019–)